# Корнудо малазійський
Корнудо малазійський (Batrachostomus stellatus) — вид дрімлюгоподібних птахів родини білоногових (Podargidae).

## Поширення
Вид поширений на крайньому півдні Таїланду, в континентальній та острівній Малайзії, Сінгапурі, на Суматрі та Калімантані, на островах Натуна, Ріау, Лінга та Бангка. Мешкає у тропічних і субтропічних низовинних дощових лісах.

## Спосіб життя
Активний вночі. Полює на комах.